# Остання подорож Леандра
«Остання подорож Леандра» (нім. Leanders letzte Reise) — німецький фільм-драма 2017 року, поставлений режисером Ніком Бейкером-Монтейсом з Юргеном Прохновим у головній ролі.

## Сюжет
92-річний берлінець Едуард Леандр у супроводі внучки Адель вирушає в подорож в Україну, де хоче перед смертю здійснити мрію життя — відшукати кохану своєї молодості, українку Світлану.
Під час подорожі Адель уперше дізнається про минуле дідуся, яке шокує її. Леандр зізнається, що був офіцером вермахту і командував одним з козачих кавалерійських підрозділів, який під час війни був розташований у Луганській області. Його кохана Світлана — козачка, що жила в селі на сьогоднішньому кордоні з Росією. Саме туди й прямує Леандер у розпал уже нинішньої війни на Донбасі.

## У ролях
| • Юрген Прохнов       | … | Едуард Леандр   |
| • Петра Шмідт-Шаллер  | … | Адель           |
| • Тамбет Туйск        | … | Лев             |
| • Сюзанна фон Борсоді | … | Улі             |
| • Артем Гілз          | … | Борис           |
| • Катрін Ангерер      | … | Єва Бергманн    |
| • Кай Іво Бауліц      | … | Рерман Бергманн |
| • Андреас Паттон      | … | Маркус          |
| • Євген Сітохін       | … | Микола          |
| • Наталя Бобилєва     | … | Маша            |
| • Юрій Розстальний    | … | Юрій            |
| • Ніна Антонова       | … | Устина          |
| • Валентина Сова      | … | Людмила         |
| • Георгій Повольцький | … | Сергій          |
| • Марія Кочур         | … | Настя           |

## Знімальна група
- Автори сценарію — Нік Бейкер-Монтейс, Александра Уммінгер
- Режисер-постановник — Нік Бейкер-Монтейс
- Продюсери — Крістіан Альварт, Зігфрід Камль, Тімм Обервелланд
- Асоційований продюсер — Василь Зігуріс
- Лінійний продюсер — Василь Зигуріс
- Оператор — Єва Фляйг
- Композитор — Крістоф Берг
- Монтаж — Дагмар Ліхіус
- Художник-постановник — Каде Грубер
- Художник з костюмів — Гайке Фадемрегт
- Звук — Девід Гілґерс

## Реліз
У Німеччині фільм вийшов на екрани 21 вересня 2017. Прем'єра фільму в Україні відбулася 28 травня 2018 року на 47-му Київському міжнародному кінофестивалі «Молодість» в рамках програми «Спеціальні події». Під час прем'єри КМКФ «Молодість» відзначив статуеткою «Скіфський олень» за внесок у світове кіномистецтво виконавця головної ролі Юргена Прохнова.

## Відгуки критиків
Після української прем'єри стрічки на КМКФ «Молодість» більшість кінокритиків схвально відгукнулися про стрічку. Зокрема, критик «Детектор медіа» Ярослав Підгора-Гвяздовський зазначив, що не зважаючи на деякі сюжетні ляпи, слабкі діалоги та не зовсім повне розуміння режисером всіх тонкощів української пост-колоніальної дійсності, Бейкер-Монтейс все ж зумів створити переконливу стрічку де зумів показати свою безальтернативно проукраїнську позицію.